# Myelois circumvoluta
Myelois circumvoluta (Fourcroy 1785) је врста ноћног лептира (мољца) из породице Pyralidae.

## Распрострањење
Врста је распрострањена на подручју већег дела Европе. У Србији је широко распрострањена врста, јавља се од низија па и до преко 1500 m надморске висине.

## Опис и биологија
Ово је карактеристична врста, крила су беле боје са црним туфнама. Распон крила је од 27 до 33 mm. Лептир је активан од пролећа до краја лета. Ова врста има једну генерацију годишње. Јаја полажу на биљку домаћина, која је најчешће чичак (Carduus sp.), којом се гусенице хране. Одрасле једнике често долазе ноћу на светло.

## Синоними
- Myelois cribrella Hübner, 1796